# System Mechanic
System Mechanic — пакет приложений (более 50 утилит), который предназначен для анализа, исправления ошибок и оптимизации операционной системы Microsoft Windows. Утилита имеет ряд запатентованных и патентуемых технологий, к примеру, ActiveCare (технология для технического обслуживания, которая автоматически производит запуск приложений для сканирования и восстановления Microsoft Windows в то время, когда компьютер работает, но не используется).
Программный продукт был разработан iolo technologies в 1998 году. К июню 2011 года компания выпустила версию 10.5 и по оценкам самих разработчиков пакет System Mechanic был использован более чем 36 млн человек по всему миру.
System Mechanic была удостоена многих наград от популярных интернет-изданий.

## Описание
System Mechanic обладает богатым набором утилит для выполнения разнообразных задач в системе, в частности, инструментарий пакета от компании iolo technologies служит для детальной диагностики ошибок, настройки и оптимизации целевой системы. В состав пакета входит более 50 утилит, которыми можно управлять из главного окна System Mechanic в двух режимах, быстрый или углублённый анализ.
Среди возможностей можно выделить оптимизацию и ускорение соединения с Интернетом, дефрагментацию диска, удаление вирусного и шпионского программного обеспечения, вскрытие и настройка скрытых параметров Windows, сканирование и очистка реестра, ускорение загрузки операционной системы, восстановление удалённых файлов из Корзины и ряд других возможностей.
System Mechanic рассчитана на всех пользователей, даже для тех, у кого минимальный уровень знаний технической подготовки и работы ПК. Утилита записывает в свою базу данных все произведённые операции в системе и предоставляет пользователю детальный отчёт. Пакет утилит System Mechanic распространяется в виде веб-инсталлятора.

## Некоторая статистика
- С 2006 года System Mechanic начала иметь собственную рыночную статистику от компании NPD Group[4].
- На июль 2011 года System Mechanic имеет 85 % долю рынка в категории «tune-up utilities» в США и 98 % в Канаде[4] .
- Согласно официальному сайту iolo technologies, System Mechanic была загружена на более чем на 75 миллионов компьютеров по всему мира. В настоящее время утилита имеет 6 языков и продаётся в 33 странах мира (2011 год)[5].

## Семейство других версий и продуктов
Помимо стандартной версии System Mechanic, компания iolo technologies поддерживает разработку ещё 4 других продуктов:
- System Mechanic Professional включает в себя стандартную версию System Mechanic вместе с включённым в дистрибутив утилиты System Shield (антивирусная программа), Search and Recover (восстановление данных), DriveScrubber (удаление данных).
- System Mechanic Premium включает в дистрибутив все возможности System Mechanic Professional (исключение лишь составляет отсутствие утилиты System Shield).
- PC TotalCare является System Mechanic с встроенным System Shield и secure online backup.
- System Mechanic Business предназначена для коммерческого использования в небольших офисных компаниях.

## Системные требования
- 256 мб оперативной памяти.
- 30 мб свободного пространства на жёстком диске.
- 32-битную или 64-разрядную операционную систему Windows XP/Vista/7/8.
- Internet Explorer 6 и выше.